# Équipe d'Algérie de football à la Coupe du monde 2010

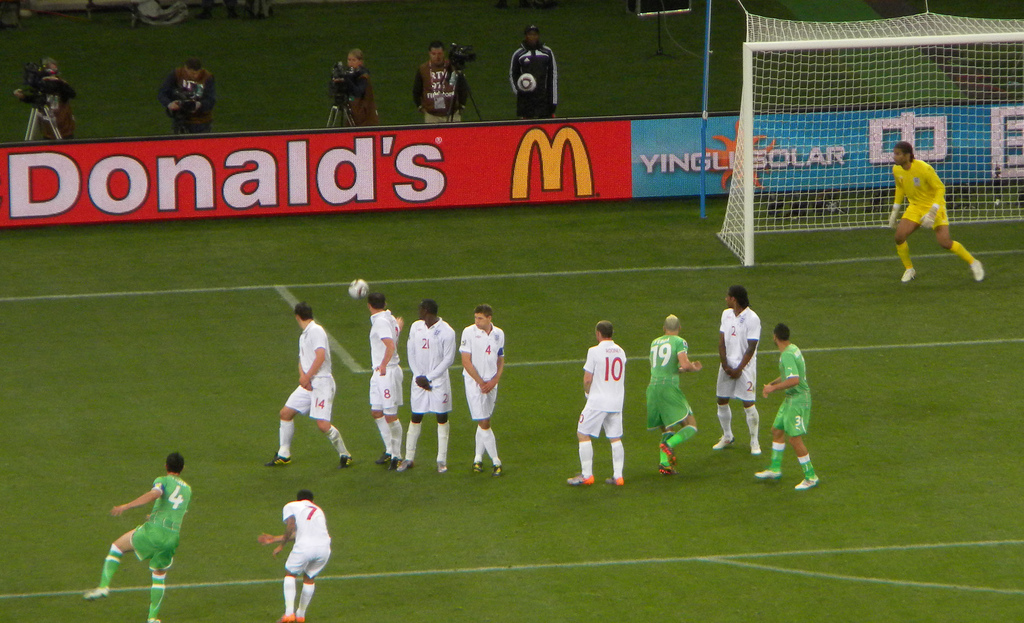
L'Algérie face à l'Angleterre.

Cet article relate le parcours de l’Équipe d'Algérie de football lors de la Coupe du monde de football 2010 organisée en Afrique du Sud du 11 juin au 11 juillet 2010. Il s'agit de la 3e participation de l'Algérie en phase finale de la Coupe du monde de football après 1982 et 1986.

## Effectif
La liste définitive des 23 joueurs algériens :
| Numéro / Nom       | Numéro / Nom        | Équipe                   | Sél. (but)      | Date de naissance | J.              |                 |                 |                 |                 |
| Gardiens de but    | Gardiens de but     | Gardiens de but          | Gardiens de but | Gardiens de but   | Gardiens de but | Gardiens de but | Gardiens de but | Gardiens de but | Gardiens de but |
| ------------------ | ------------------- | ------------------------ | --------------- | ----------------- | --------------- | --------------- | --------------- | --------------- | --------------- |
| 1                  | Lounès Gaouaoui     | ASO Chlef                | 48 (0)          | 28 septembre 1977 | 0               | 0               | 0               | 0               | 0               |
| 16                 | Faouzi Chaouchi     | ES Sétif                 | 8 (0)           | 5 décembre 1984   | 1               | 0               | 0               | 0               | 0               |
| 23                 | Raïs M'Bolhi        | Slavia Sofia             | 0 (0)           | 25 avril 1986     | 2               | 0               | 0               | 0               | 0               |
| Défenseurs         |                     |                          |                 |                   |                 |                 |                 |                 |                 |
| 2                  | Madjid Bougherra    | Glasgow Rangers          | 40 (3)          | 7 octobre 1982    | 3               | 0               | 0               | 0               | 0               |
| 3                  | Nadir Belhadj       | Portsmouth FC            | 43 (4)          | 16 juin 1982      | 3               | 0               | 0               | 0               | 0               |
| 4                  | Antar Yahia         | VfL Bochum               | 43 (5)          | 21 mars 1982      | 3               | 0               | 1               | 1               | 0               |
| 5                  | Rafik Halliche      | Nacional de Madère       | 15 (1)          | 2 septembre 1986  | 3               | 0               | 0               | 0               | 0               |
| 12                 | Habib Bellaïd       | US Boulogne              | 1 (0)           | 26 mars 1986      | 0               | 0               | 0               | 0               | 0               |
| 14                 | Abdelkader Laïfaoui | ES Sétif                 | 7 (0)           | 7 juillet 1981    | 0               | 0               | 0               | 0               | 0               |
| 18                 | Carl Medjani        | AC Ajaccio               | 0 (0)           | 15 mai 1985       | 0               | 0               | 0               | 0               | 0               |
| 20                 | Djamel Mesbah       | US Lecce                 | 2 (0)           | 6 octobre 1984    | 1               | 0               | 0               | 0               | 0               |
| Milieux de terrain |                     |                          |                 |                   |                 |                 |                 |                 |                 |
| 6                  | Yazid Mansouri      | FC Lorient               | 65 (0)          | 25 février 1978   | 0               | 0               | 0               | 0               | 0               |
| 8                  | Medhi Lacen         | Racing Santander         | 6 (0)           | 5 février 1984    | 2               | 0               | 2               | 0               | 0               |
| 15                 | Karim Ziani         | VfL Wolfsburg            | 53 (4)          | 17 août 1982      | 3               | 0               | 0               | 0               | 0               |
| 17                 | Adlène Guedioura    | Wolverhampton FC         | 5 (0)           | 12 novembre 1985  | 3               | 0               | 0               | 0               | 0               |
| 19                 | Hassan Yebda        | Portsmouth FC            | 12 (0)          | 14 mai 1984       | 3               | 0               | 2               | 0               | 0               |
| 21                 | Foued Kadir         | Valenciennes FC          | 5 (0)           | 5 décembre 1983   | 3               | 0               | 0               | 0               | 0               |
| 22                 | Djamel Abdoun       | FC Nantes                | 5 (0)           | 14 février 1986   | 1               | 0               | 0               | 0               | 0               |
| Attaquants         |                     |                          |                 |                   |                 |                 |                 |                 |                 |
| 7                  | Ryad Boudebouz      | FC Sochaux               | 3 (0)           | 19 février 1990   | 1               | 0               | 0               | 0               | 0               |
| 9                  | Abdelkader Ghezzal  | AC Sienne                | 17 (3)          | 5 décembre 1984   | 2               | 0               | 1               | 1               | 0               |
| 10                 | Rafik Saïfi         | FC Istres                | 58 (18)         | 7 février 1975    | 1               | 0               | 0               | 0               | 0               |
| 11                 | Rafik Djebbour      | AEK Athènes FC           | 14 (3)          | 8 mars 1984       | 2               | 0               | 0               | 0               | 0               |
| 13                 | Karim Matmour       | Borussia Mönchengladbach | 22 (2)          | 25 juin 1985      | 3               | 0               | 0               | 0               | 0               |
| Sélectionneur      |                     |                          |                 |                   |                 |                 |                 |                 |                 |
|                    | Rabah Saâdane       |                          |                 | 3 juin 1946       |                 |                 |                 |                 |                 |

 = capitaine --  Gardien de butDéfenseurMilieu de terrainAttaquantSélectionneur

## Qualifications

### 2etour

#### Groupe 6
L'Algérie, la Gambie et le Sénégal sont à la lutte pour la place qualificative du groupe pour le tour suivant. À l'aube de l'ultime journée, l'Algérie possède un point d'avance sur le Sénégal et la Gambie qui se rencontrent à Dakar. L'Algérie obtient le match nul au Liberia et profite du score de parité dans l'autre rencontre pour conserver la première place et se qualifier.
| Rang | Équipe  | Pts | J | G | N | P | Bp | Bc | Diff |  | Résultats (▼ dom., ► ext.) |     |     |     |     |
| ---- | ------- | --- | - | - | - | - | -- | -- | ---- |  | -------------------------- | --- | --- | --- | --- |
| 1    | Algérie | 10  | 6 | 3 | 1 | 2 | 7  | 4  | +3   |  | Algérie                    |     | 1-0 | 3-2 | 3-0 |
| 2    | Gambie  | 9   | 6 | 2 | 3 | 1 | 6  | 3  | +3   |  | Gambie                     | 1-0 |     | 0-0 | 3-0 |
| 3    | Sénégal | 9   | 6 | 2 | 3 | 1 | 9  | 7  | +2   |  | Sénégal                    | 1-0 | 1-1 |     | 3-1 |
| 4    | Liberia | 3   | 6 | 0 | 3 | 3 | 4  | 12 | -8   |  | Liberia                    | 0-0 | 1-1 | 2-2 |     |

### 3etour

#### Groupe C
| Rang | Équipe  | Pts | J | G | N | P | Bp | Bc | Diff |  | Résultats (▼ dom., ► ext.) |     |     |     |     |
| ---- | ------- | --- | - | - | - | - | -- | -- | ---- |  | -------------------------- | --- | --- | --- | --- |
| 1    | Algérie | 13  | 6 | 4 | 1 | 1 | 9  | 4  | +5   |  | Algérie                    |     | 3-1 | 1-0 | 3-1 |
| 1    | Égypte  | 13  | 6 | 4 | 1 | 1 | 9  | 4  | +5   |  | Égypte                     | 2-0 |     | 1-1 | 3-0 |
| 3    | Zambie  | 5   | 6 | 1 | 2 | 3 | 2  | 5  | -3   |  | Zambie                     | 0-2 | 0-1 |     | 1-0 |
| 4    | Rwanda  | 2   | 6 | 0 | 2 | 4 | 1  | 8  | -7   |  | Rwanda                     | 0-0 | 0-1 | 0-0 |     |

Match d'appui
| Titulaires : |  |
| |  |
| 1 Faouzi Chaouchi · 2 Madjid Bougherra · 3 Nadir Belhadj · 4 Antar Yahia 40e 67e · 5 Rafik Halliche · 6 Yazid Mansouri · 8 Hassan Yebda · 9 Abdelkader Ghezzal · 10 Rafik Saifi 89e · 15 Karim Ziani · 18 Mourad Meghni 57e · |  |
| Remplaçants : |  |
| 7 Yacine Bezzaz · 11 Slimane Raho · 12 Abdelkader Laifaoui · 13 Karim Matmour 57e · 14 Kamel Ghilas 89e · 16 Mohamed Ouserir · 17 Samir Zaoui 67e ·                                                                           |  |
| Entraîneur : |  |
| Rabah Saâdane |  |

| Titulaires : |  |
| |  |
| 1 Essam al-Hadary · 3 Ahmed al-Muhammadi · 4 Abdel El Saqua 75e · 5 Mohamed Aboutreika · 6 Hani Said · 7 Ahmed Fathi 46e · 10 Emad Moteab · 14 Sayed Moawad · 15 Amr Zaki 46e · 17 Ahmed Hassan · 18 Wael Gomaa · |  |
| Remplaçants : |  |
| 2 Ahmed Eid 75e · 8 Hosni Abd Rabo 46e · 9 Mohamed Zidan 46e · 11 Mohamed Shawky · 12 Mohamed Barakat · 13 Homos · 16 Wahid ·                                                                                     |  |
| Entraîneur : |  |
| Hassan Shehata |  |

| Titulaires : |  |
| |  |
| 1 Faouzi Chaouchi · 2 Madjid Bougherra · 3 Nadir Belhadj · 4 Antar Yahia 40e 67e · 5 Rafik Halliche · 6 Yazid Mansouri · 8 Hassan Yebda · 9 Abdelkader Ghezzal · 10 Rafik Saifi 89e · 15 Karim Ziani · 18 Mourad Meghni 57e · |  |
| Remplaçants : |  |
| 7 Yacine Bezzaz · 11 Slimane Raho · 12 Abdelkader Laifaoui · 13 Karim Matmour 57e · 14 Kamel Ghilas 89e · 16 Mohamed Ouserir · 17 Samir Zaoui 67e ·                                                                           |  |
| Entraîneur : |  |
| Rabah Saâdane |  |

| Titulaires : |  |
| |  |
| 1 Essam al-Hadary · 3 Ahmed al-Muhammadi · 4 Abdel El Saqua 75e · 5 Mohamed Aboutreika · 6 Hani Said · 7 Ahmed Fathi 46e · 10 Emad Moteab · 14 Sayed Moawad · 15 Amr Zaki 46e · 17 Ahmed Hassan · 18 Wael Gomaa · |  |
| Remplaçants : |  |
| 2 Ahmed Eid 75e · 8 Hosni Abd Rabo 46e · 9 Mohamed Zidan 46e · 11 Mohamed Shawky · 12 Mohamed Barakat · 13 Homos · 16 Wahid ·                                                                                     |  |
| Entraîneur : |  |
| Hassan Shehata |  |

L'Algérie est qualifiée pour la Coupe du monde 2010.

## Préparation
| Entraîneur :  |
| Rabah Saâdane |

| Entraîneur :  |
| Oscar Tabárez |

| Entraîneur :  |
| Rabah Saâdane |

| Entraîneur :  |
| Oscar Tabárez |

| Entraîneur :  |
| Rabah Saâdane |

| Entraîneur :  |
| Radomir Antić |

| Entraîneur :  |
| Rabah Saâdane |

| Entraîneur :  |
| Radomir Antić |

| Entraîneur :        |
| Giovanni Trapattoni |

| Entraîneur :  |
| Rabah Saâdane |

| Entraîneur :        |
| Giovanni Trapattoni |

| Entraîneur :  |
| Rabah Saâdane |

| Entraîneur :   |
| Srečko Katanec |

| Entraîneur :  |
| Rabah Saâdane |

| Entraîneur :   |
| Srečko Katanec |

| Entraîneur :  |
| Rabah Saâdane |

## Coupe du monde

### Groupe C
|   | Équipe     | Pts | J | G | N | P | BP | BC | Diff |
| - | ---------- | --- | - | - | - | - | -- | -- | ---- |
| 1 | États-Unis | 5   | 3 | 1 | 2 | 0 | 4  | 3  | +1   |
| 2 | Angleterre | 5   | 3 | 1 | 2 | 0 | 2  | 1  | +1   |
| 3 | Slovénie   | 4   | 3 | 1 | 1 | 1 | 3  | 3  | 0    |
| 4 | Algérie    | 1   | 3 | 0 | 1 | 2 | 0  | 2  | -2   |

| 12 juin | Angleterre | 1 - 1 | États-Unis |
| 13 juin | Algérie    | 0 - 1 | Slovénie   |
| 18 juin | Slovénie   | 2 - 2 | États-Unis |
| 18 juin | Angleterre | 0 - 0 | Algérie    |
| 23 juin | États-Unis | 1 - 0 | Algérie    |
| 23 juin | Slovénie   | 0 - 1 | Angleterre |

#### Algérie-Slovénie
| 13 juin 2010  | Algérie | 0 – 1   | Slovénie         | Peter Mokaba Stadium, Polokwane                                      |                                                                      |
| 13:30 (UTC+2) |         | (0 – 0) | 79e Robert Koren | Spectateurs : 30 325 · Arbitrage : Carlos Batres · Photos du match · | Spectateurs : 30 325 · Arbitrage : Carlos Batres · Photos du match · |
| 13:30 (UTC+2) | Rapport |         |                  | Spectateurs : 30 325 · Arbitrage : Carlos Batres · Photos du match · | Spectateurs : 30 325 · Arbitrage : Carlos Batres · Photos du match · |

| Algérie |  | Slovénie |

| Algérie :       |               |                    |     |          |     |
|                 |               |                    |     |          |     |
| Gardien de but  | 16            | Fawzi Chaouchi     |     |          |     |
|                 | 2             | Madjid Bougherra   |     |          |     |
|                 | 3             | Nadir Belhadj      |     |          |     |
|                 | 4             | Antar Yahia        |     |          |     |
|                 | 5             | Rafik Halliche     |     |          |     |
|                 | 8             | Medhi Lacen        |     |          |     |
|                 | 11            | Rafik Djebbour     |     |          | 68e |
|                 | 13            | Karim Matmour      |     |          | 81e |
|                 | 15            | Karim Ziani        |     |          |     |
|                 | 19            | Hassan Yebda       |     | 90+5e    |     |
|                 | 21            | Foued Kadir        |     |          | 82e |
| Remplaçants :   |               |                    |     |          |     |
|                 | 9             | Abdelkader Ghezzal | 58e | 59e, 73e |     |
|                 | 10            | Rafik Saïfi        | 81e |          |     |
|                 | 17            | Adlène Guedioura   | 82e |          |     |
| Sélectionneur : |               |                    |     |          |     |
|                 | Rabah Saâdane |                    |     |          |     |

| Slovénie :      |            |                          |     |     |     |
|                 |            |                          |     |     |     |
| Gardien de but  | 1          | Samir Handanovič         |     |     |     |
|                 | 2          | Mišo Brečko              |     |     |     |
|                 | 4          | Marko Šuler              |     |     |     |
|                 | 5          | Bostjan Cesar            |     |     |     |
|                 | 8          | Robert Koren             |     |     |     |
|                 | 10         | Valter Birsa             |     |     | 84e |
|                 | 11         | Milivoje Novakovič       |     |     |     |
|                 | 13         | Bojan Jokić              |     |     |     |
|                 | 14         | Zlatko Dedič             |     |     | 53e |
|                 | 17         | Andraž Kirm              |     |     |     |
|                 | 18         | Aleksander Radosavljevič |     | 35e | 87e |
| Remplaçants :   |            |                          |     |     |     |
|                 | 7          | Nejc Pečnik              | 84e |     |     |
|                 | 9          | Zlatan Ljubijankič       | 53e |     |     |
|                 | 20         | Andrej Komac             | 87e | 93e |     |
| Sélectionneur : |            |                          |     |     |     |
|                 | Matjaž Kek |                          |     |     |     |

| Arbitres assistants : Leonel Leal Carlos Pastrana Quatrième arbitre : Peter O'Leary Commissaire de match : Brent Best Homme du match : Robert Koren |

#### Angleterre-Algérie
| 18 juin 2010                              | Angleterre | 0 – 0   | Algérie | Green Point Stadium, Le Cap                                            |                                                                        |
| 20:30 (UTC+2) · Historique des rencontres |            | (0 – 0) |         | Spectateurs : 64 100 · Arbitrage : Ravshan Irmatov · Photos du match · | Spectateurs : 64 100 · Arbitrage : Ravshan Irmatov · Photos du match · |
| 20:30 (UTC+2) · Historique des rencontres | Rapport    |         |         | Spectateurs : 64 100 · Arbitrage : Ravshan Irmatov · Photos du match · | Spectateurs : 64 100 · Arbitrage : Ravshan Irmatov · Photos du match · |

| Angleterre |  | Algérie |

| Angleterre :    |               |                       |     |     |  |
|                 |               |                       |     |     |  |
| Gardien de but  | 1             | David James           |     |     |  |
|                 | 2             | Glen Johnson          |     |     |  |
|                 | 3             | Ashley Cole           |     |     |  |
|                 | 5             | Jamie Carragher       |     | 58e |  |
|                 | 6             | John Terry            |     |     |  |
|                 | 4             | Steven Gerrard        |     |     |  |
|                 | 7             | Aaron Lennon          | 63e |     |  |
|                 | 8             | Frank Lampard         |     |     |  |
|                 | 10            | Wayne Rooney          |     |     |  |
|                 | 14            | Gareth Barry          | 84e |     |  |
|                 | 21            | Emile Heskey          | 74e |     |  |
| Remplaçants :   |               |                       |     |     |  |
|                 | 9             | Peter Crouch          | 84e |     |  |
|                 | 17            | Shaun Wright-Phillips | 63e |     |  |
|                 | 19            | Jermain Defoe         | 74e |     |  |
| Sélectionneur : |               |                       |     |     |  |
|                 | Fabio Capello |                       |     |     |  |

| Algérie :       |               |                  |     |     |  |
|                 |               |                  |     |     |  |
| Gardien de but  | 23            | Raïs M'Bolhi     |     |     |  |
|                 | 2             | Madjid Bougherra |     |     |  |
|                 | 3             | Nadir Belhadj    |     |     |  |
|                 | 4             | Antar Yahia      |     |     |  |
|                 | 5             | Rafik Halliche   |     |     |  |
|                 | 7             | Ryad Boudebouz   | 74e |     |  |
|                 | 8             | Medhi Lacen      |     | 85e |  |
|                 | 13            | Karim Matmour    |     |     |  |
|                 | 15            | Karim Ziani      | 81e |     |  |
|                 | 19            | Hassan Yebda     | 88e |     |  |
|                 | 21            | Foued Kadir      |     |     |  |
| Remplaçants :   |               |                  |     |     |  |
|                 | 17            | Adlène Guedioura | 81e |     |  |
|                 | 20            | Djamel Mesbah    | 88e |     |  |
|                 | 22            | Djamel Abdoun    | 74e |     |  |
| Sélectionneur : |               |                  |     |     |  |
|                 | Rabah Saâdane |                  |     |     |  |

| Arbitres assistants : Rafael Ilyasov Bakhadyr Kochkarov Quatrième arbitre : Michael Hester Commissaire de match : Jan Hendrik Hintz Homme du match : Raïs M'Bolhi |

#### États-Unis-Algérie
| 23 juin 2010                              | États-Unis           | 1 – 0   | Algérie | Loftus Versfeld Stadium, Pretoria                                         |                                                                           |
| 16:00 (UTC+2) · Historique des rencontres | Landon Donovan 90+1e | (0 – 0) |         | Spectateurs : 35 827 · Arbitrage : Frank De Bleeckere · Photos du match · | Spectateurs : 35 827 · Arbitrage : Frank De Bleeckere · Photos du match · |
| 16:00 (UTC+2) · Historique des rencontres | Rapport              |         |         | Spectateurs : 35 827 · Arbitrage : Frank De Bleeckere · Photos du match · | Spectateurs : 35 827 · Arbitrage : Frank De Bleeckere · Photos du match · |

| États-Unis |  |  | Algérie |

| États-Unis :    |             |                    |     |     |  |
|                 |             |                    |     |     |  |
| Gardien de but  | 1           | Tim Howard         |     |     |  |
|                 | 3           | Carlos Bocanegra   |     |     |  |
|                 | 4           | Michael Bradley    |     |     |  |
|                 | 6           | Steve Cherundolo   |     |     |  |
|                 | 8           | Clint Dempsey      |     |     |  |
|                 | 9           | Herculez Gomez     | 46e |     |  |
|                 | 10          | Landon Donovan     |     |     |  |
|                 | 12          | Jonathan Bornstein | 80e |     |  |
|                 | 15          | Jay DeMerit        |     |     |  |
|                 | 17          | Jozy Altidore      |     | 62e |  |
|                 | 19          | Maurice Edu        | 64e |     |  |
| Remplaçants :   |             |                    |     |     |  |
|                 | 14          | Edson Buddle       | 64e |     |  |
|                 | 22          | Benny Feilhaber    | 46e |     |  |
|                 | 7           | DaMarcus Beasley   | 80e |     |  |
| Sélectionneur : |             |                    |     |     |  |
|                 | Bob Bradley |                    |     |     |  |

| Algérie :       |               |                    |     |            |  |
|                 |               |                    |     |            |  |
| Gardien de but  | 23            | Raïs M'Bolhi       |     |            |  |
|                 | 2             | Madjid Bougherra   |     |            |  |
|                 | 3             | Nadir Belhadj      |     |            |  |
|                 | 4             | Antar Yahia        |     | 76e, 90+3e |  |
|                 | 5             | Rafik Halliche     |     |            |  |
|                 | 8             | Medhi Lacen        |     | 83e        |  |
|                 | 11            | Rafik Djebbour     | 65e |            |  |
|                 | 13            | Karim Matmour      | 85e |            |  |
|                 | 15            | Karim Ziani        | 69e |            |  |
|                 | 19            | Hassan Yebda       |     | 11e        |  |
|                 | 21            | Foued Kadir        |     |            |  |
| Remplaçants :   |               |                    |     |            |  |
|                 | 9             | Abdelkader Ghezzal | 69e |            |  |
|                 | 10            | Rafik Saïfi        | 85e |            |  |
|                 | 17            | Adlène Guedioura   | 65e |            |  |
| Sélectionneur : |               |                    |     |            |  |
|                 | Rabah Saâdane |                    |     |            |  |

| Arbitres assistants : Peter Hermans Walter Vromans Quatrième arbitre : Subkhiddin Mohd Salleh Commissaire de match : Yuxin Mu Homme du match : Landon Donovan |

Galerie de photos du match Algérie - États-Unis
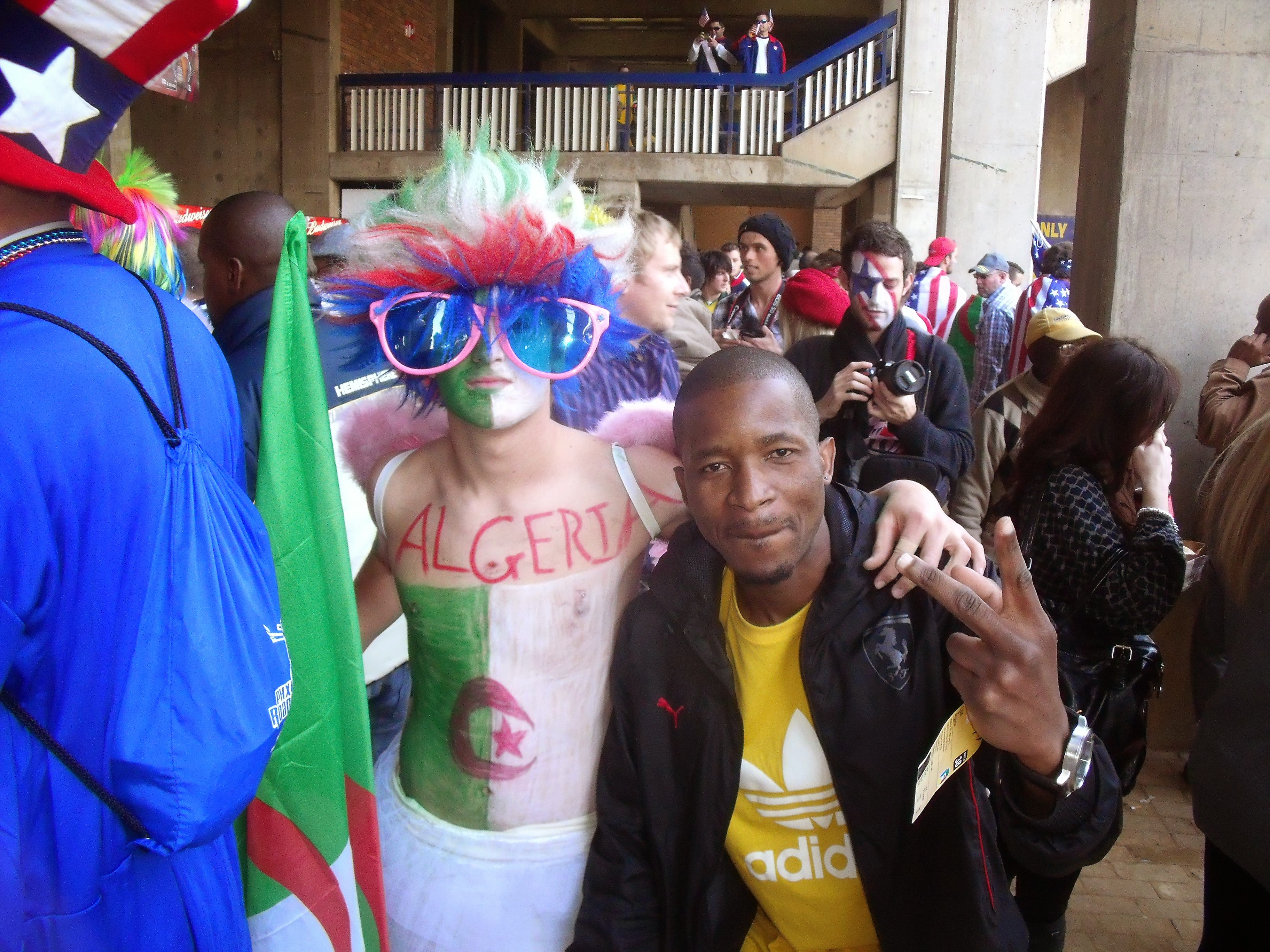
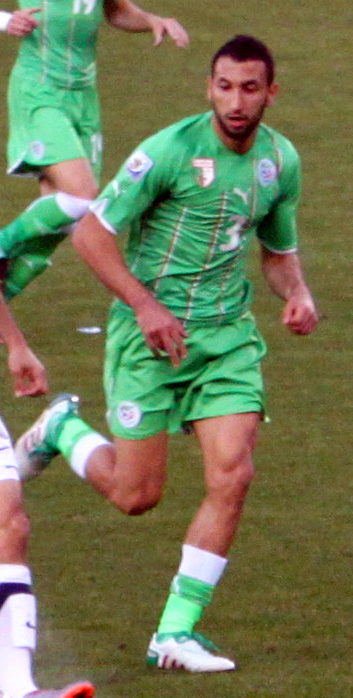
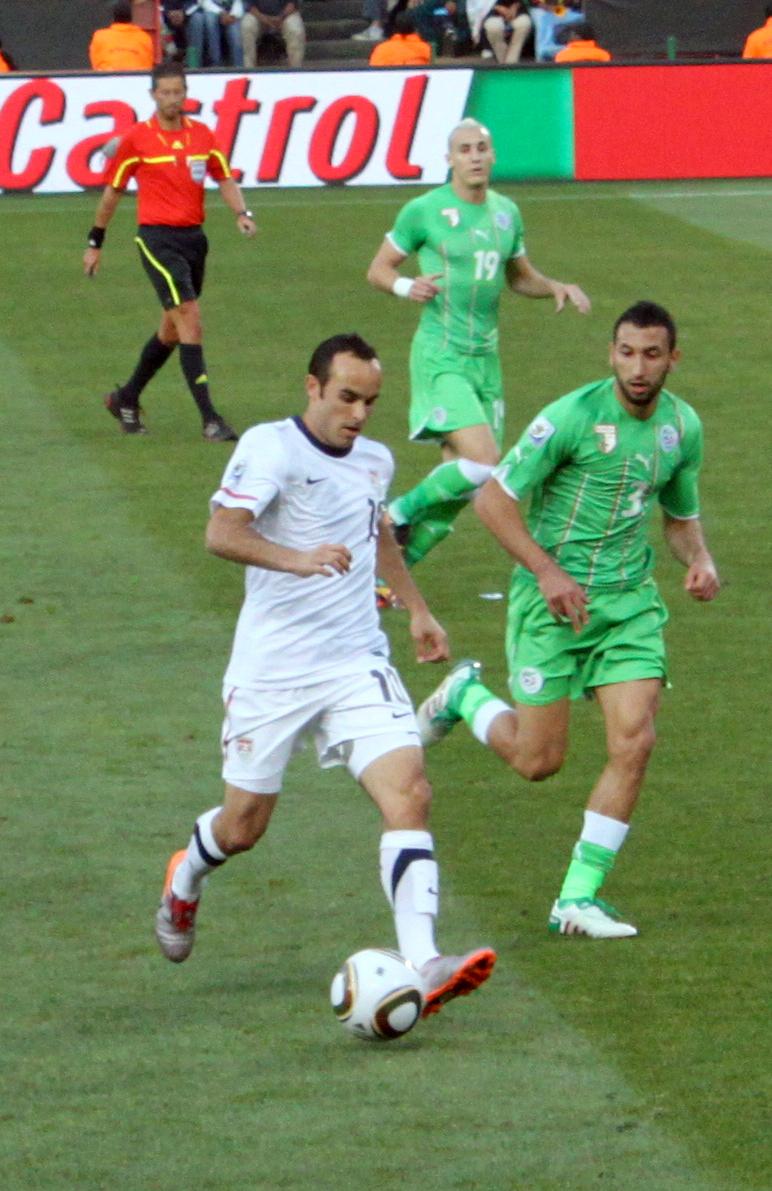
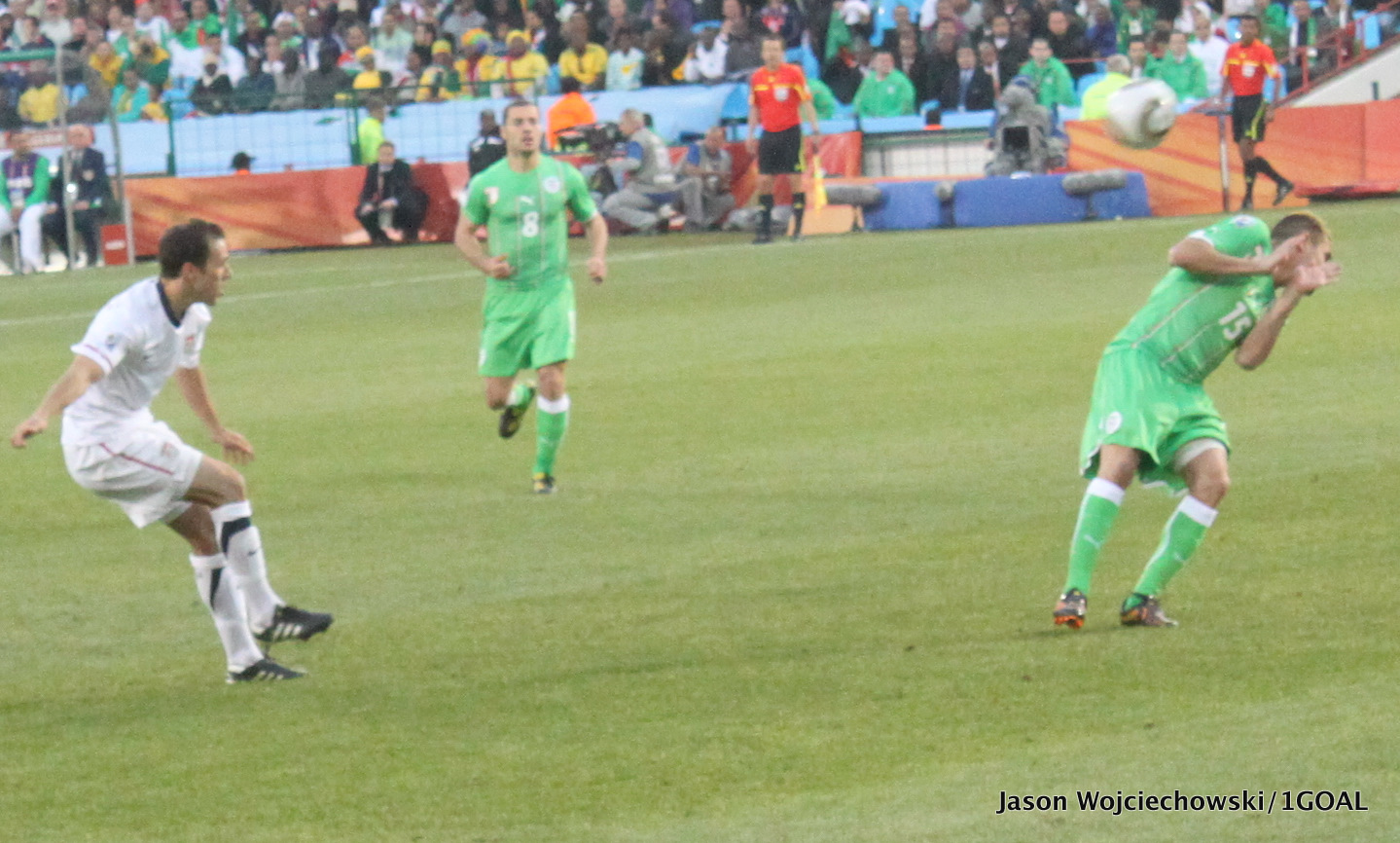
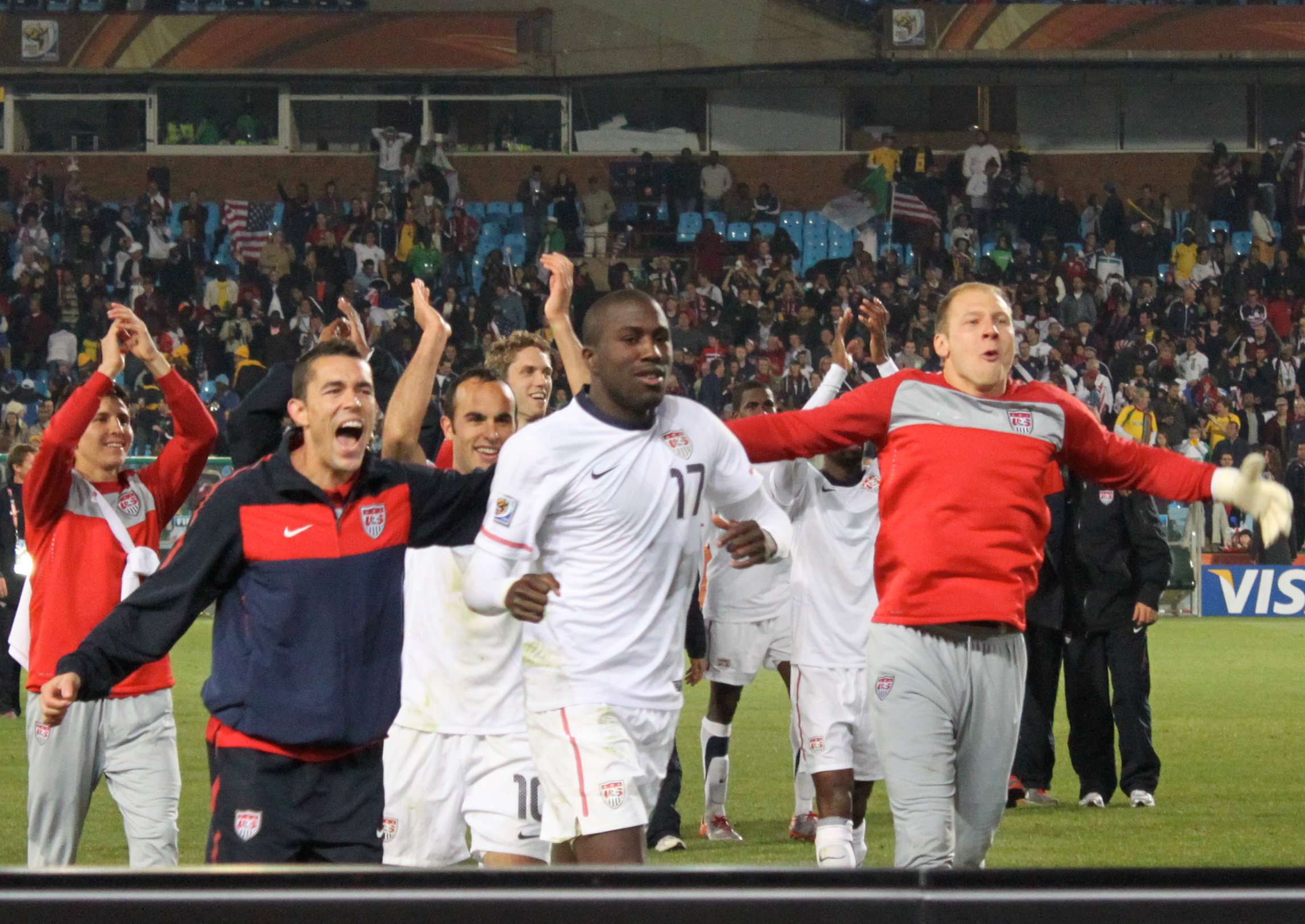
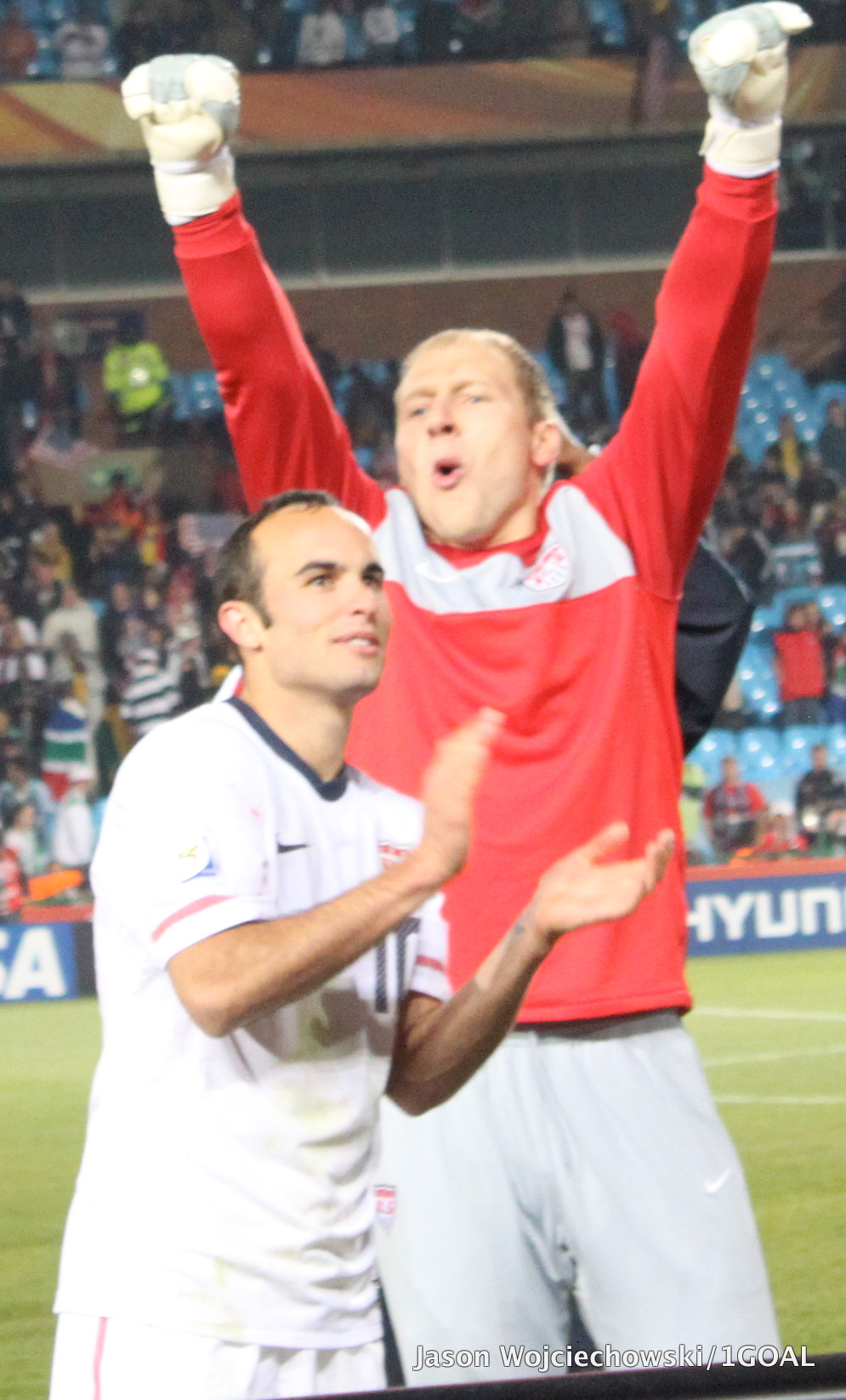